# Sénat d'Iran
Le Sénat d'Iran (en persan : مجلس سنا) était la chambre haute de la législature parlementaire en Iran de 1949 à 1979. Une législature bicamérale avait été prévue dans la Constitution issue de la révolution constitutionnelle persane de 1906, mais le Sénat ne fut pour la première fois formé qu'après la tenue de l'Assemblée constituante de l'Iran, en 1949, dans le cadre des réformes constitutionnelles du Chah Mohammad Reza Pahlavi qui lui permirent d'avoir plus de pouvoir politique. Le Sénat était pourvu principalement d'hommes qui soutenaient les objectifs du Chah, comme ce dernier l'avait prévu.
Le Sénat fut dissous après la révolution islamique en 1979, lorsque la nouvelle constitution dota le pays d'une législature unicamérale. En 2015, l'ancien bâtiment du Sénat commença à être utilisé par l'Assemblée d'experts. Il abritait de 1979 à 2004 le Parlement (Majlis).

## Histoire

### Constitution
Établi au titre du Chapitre 3, de l'Article 45 de la Constitution de 1906, 

« Les membres de cette Assemblée seront choisis parmi les personnes les mieux informées, les plus exigeantes, pieuses et respectées du Royaume. Trente d'entre eux seront nommés de la part de Sa Majesté Impériale (quinze parmi la population de Téhéran et quinze parmi la population des provinces) et trente par la nation (quinze parmi la population de Téhéran et quinze parmi la population des provinces). »

### Le bâtiment
La maison du Sénat d'Iran a été conçu par l'architecte Heydar Ghiaï en 1955. La construction fut dirigée par Rahmat Safai, le dôme étant l'un des projets les plus difficiles techniquement pour l'ensemble de l'entreprise.

Le bâtiment est représenté sur le revers des billets de banque iraniens de 100 rials.

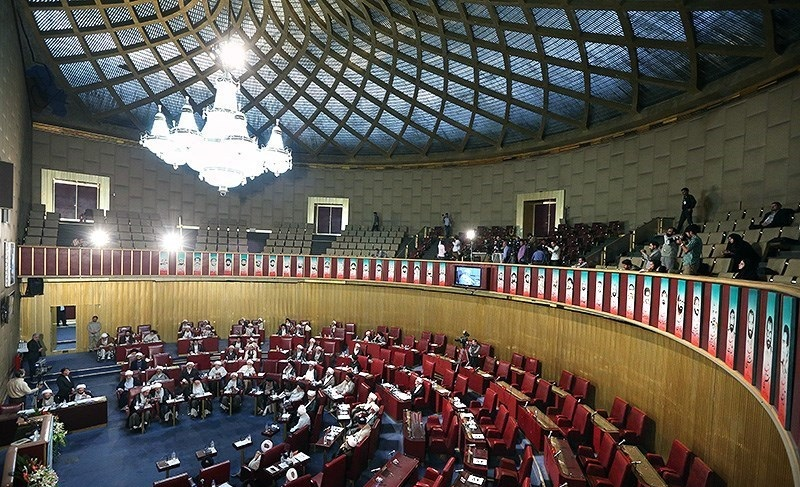
Intérieur du bâtiment et dôme de l'hémicycle, ici utilisée par l'Assemblée des experts en 2014, par l'architecte Heydar Ghïai
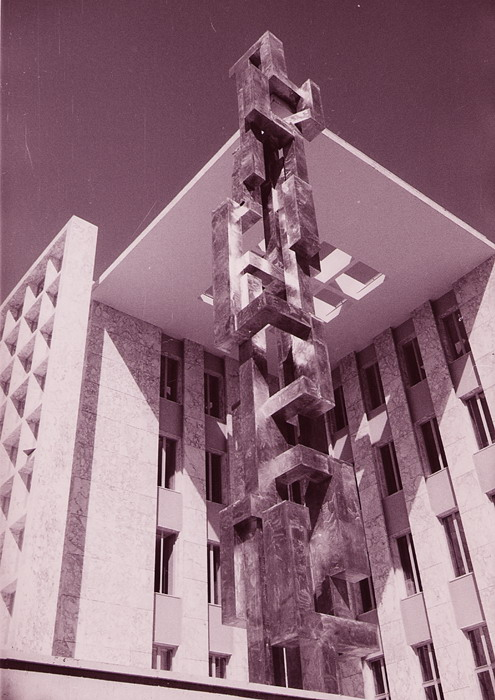
Colonne de la façade principale, par l'architecte Heydar Ghïai.

### Membres célèbres du Sénat
- Mahmoud Hessaby (1951-1963)
- Ali Dashti (1954-1979) [3]

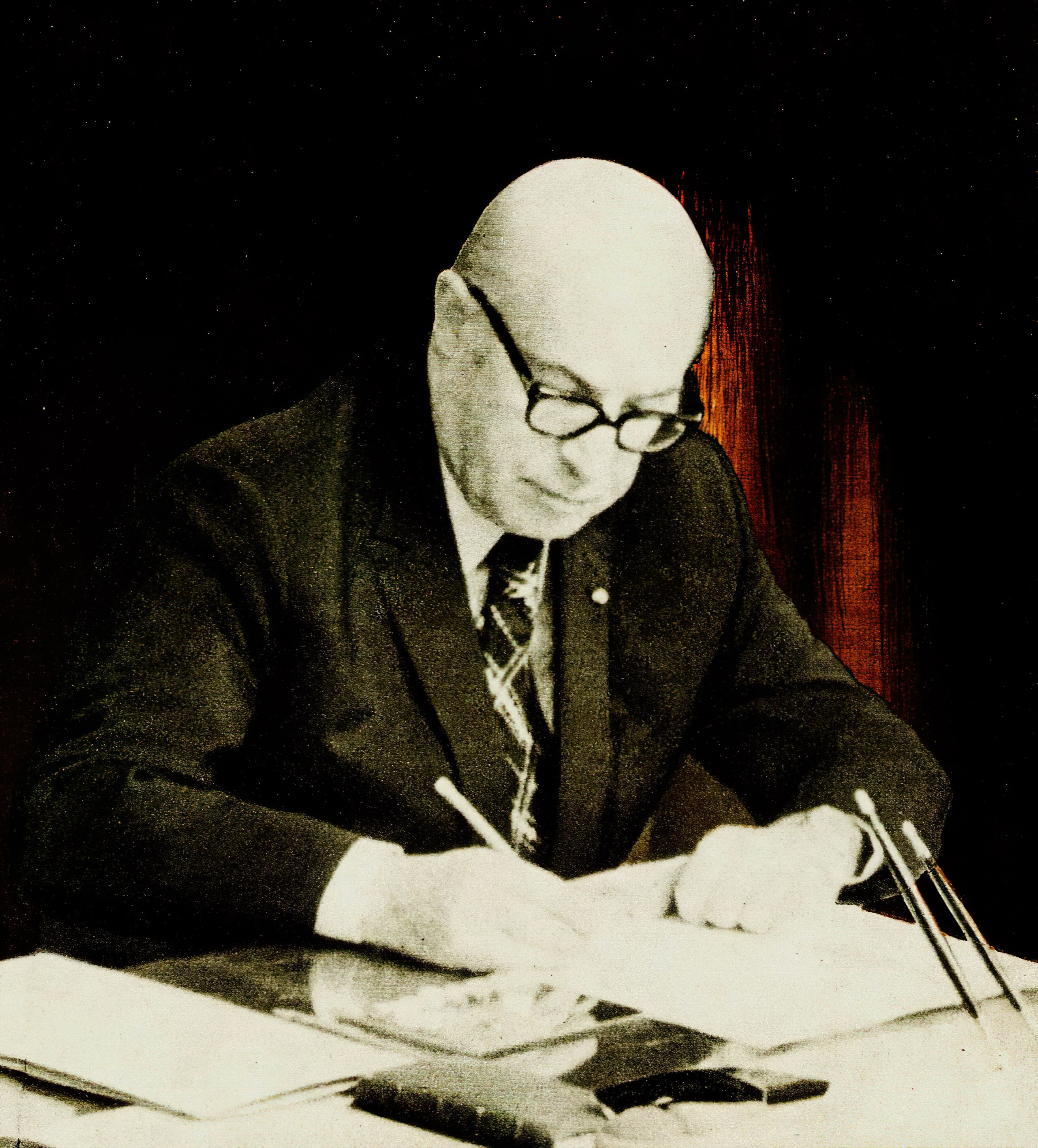
Jafar Sharif-Emami, président du Sénat jusqu'en 1978

- Jafar Sharif-Emami (1955-1978), également Premier Ministre d'Iran (1960-1961 & 1978), fut un sénateur [4],[5] puis le président du Sénat pendant de nombreuses années.
- Jamshid Aalam (1973-1979)

### Liste des présidents du Sénat (1951-1979)
| Nom                | Durée du mandat   | Durée du mandat    |
| ------------------ | ----------------- | ------------------ |
| Ebrahim Hakimi     | 19 août 1951      | 1er mars 1957      |
| Hasan Taqizadeh    | 1er mars 1957     | 1er septembre 1960 |
| Mohsen Sadr        | 11 septembre 1960 | 11 septembre 1964  |
| Jafar Sharif-Emami | 11 septembre 1964 | 24 mars 1978       |
| Mohammad Sajadi    | 24 mars 1978      | 10 février 1979    |

### Dissolution
À la suite de la révolution Iranienne en 1979, le gouvernement adopte un parlement monocaméral, le sénat est dissous et le nouveau Parlement est convoqué dans le bâtiment du sénat.

## Les grands événements

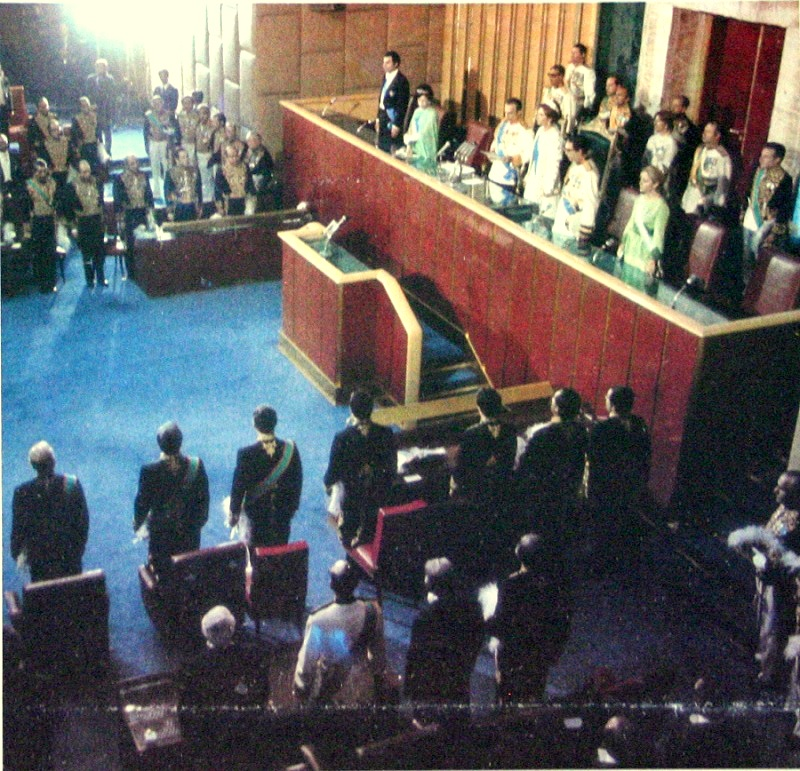
Mohammad Reza Pahlavi et la famille royale au Sénat persan (Iranien), Téhéran, 1975

- En 1950 (9 février), la première session inaugurale est présidée par Mohammad Reza Pahlavi.
- En 1952, Mohammad Mosaddegh réussi à obtenir le pouvoir de gouverner par décrets — tout d'abord, pour une période de six mois, puis prolongée en raison de sa popularité. Plus tard, il organisa un plébiscite en 1953, et remporté les suffrages, et dissous à la fois le Parlement et le Sénat[6]. Après l'éviction de Mossadegh, les organes législatifs furent rétablis.
- En 1961, Mohammad Reza Pahlavi dissous à la fois le Parlement et le Sénat[7]; quelque temps plus tard, ils furent restaurés.
- En 1979, le Sénat approuve le gouvernement de Shapour Bakhtiar[8].